# Kurt Wanski
Kurt Wanski, né le 26 avril 1922 à Altglienicke et mort le 16 août 2012 à Berlin, est un créateur d'art brut allemand.

## Biographie
Kurt Wanski est élevé dans un orphelinat avec son frère jumeau jusqu'à l'âge de cinq ans. Repris par sa mère en 1928, Kurt rencontre des difficultés d'apprentissage et est placé dans une école spécialisée à Berlin. Là, il dessine et apprend à jouer de l'harmonica. Il est ensuite placé dans une famille de paysans à Zehlendorf, où il travaille aux champs et s'occupe de l'écurie. De 1939 à 1945, il est incarcéré dans la prison de Rummelsburg à Berlin pour une raison inconnue. Libéré à la fin de la guerre, il est emprisonné de nouveau à la maison d'arrêt de Moabit en juillet 1946 puis interné en avril 1947 à l'hôpital psychiatrique de Wittenau où il est diagnostiqué oligophrène à tendances antisociales.
Après plusieurs séjours dans différents hôpitaux psychiatriques de Berlin, il est admis à l'hôpital Saint-Joseph-Stift de Weißensee en avril 1971, où il reste jusqu'à sa mort. Là, il commence à dessiner de façon intense, d'abord avec des crayons de couleur, puis, plus tard, avec des pastels à l'huile et des feutres. Kurt Wanski dessine ce qu'il observe autour de lui et s'inspire d'images qu'il trouve dans les médias, affiches, journaux, magazines illustrées, cartes postales ou calendriers. Ses thèmes de prédilection sont le cirque, avec ses clowns, ses acrobates et ses animaux, les célébrités, la Sainte famille et les femmes, de la Vierge à la pin-up.

## Filmographie
- Kurt oder Du sollst lachen, film de Gerd Kroske, 29 min, 1992